# New York Film Critics Circle Award/Bester Film
Die Filmkritikervereinigung New York Film Critics Circle vergibt seit 1935 einen Preis für den Besten Film  (Best Picture).

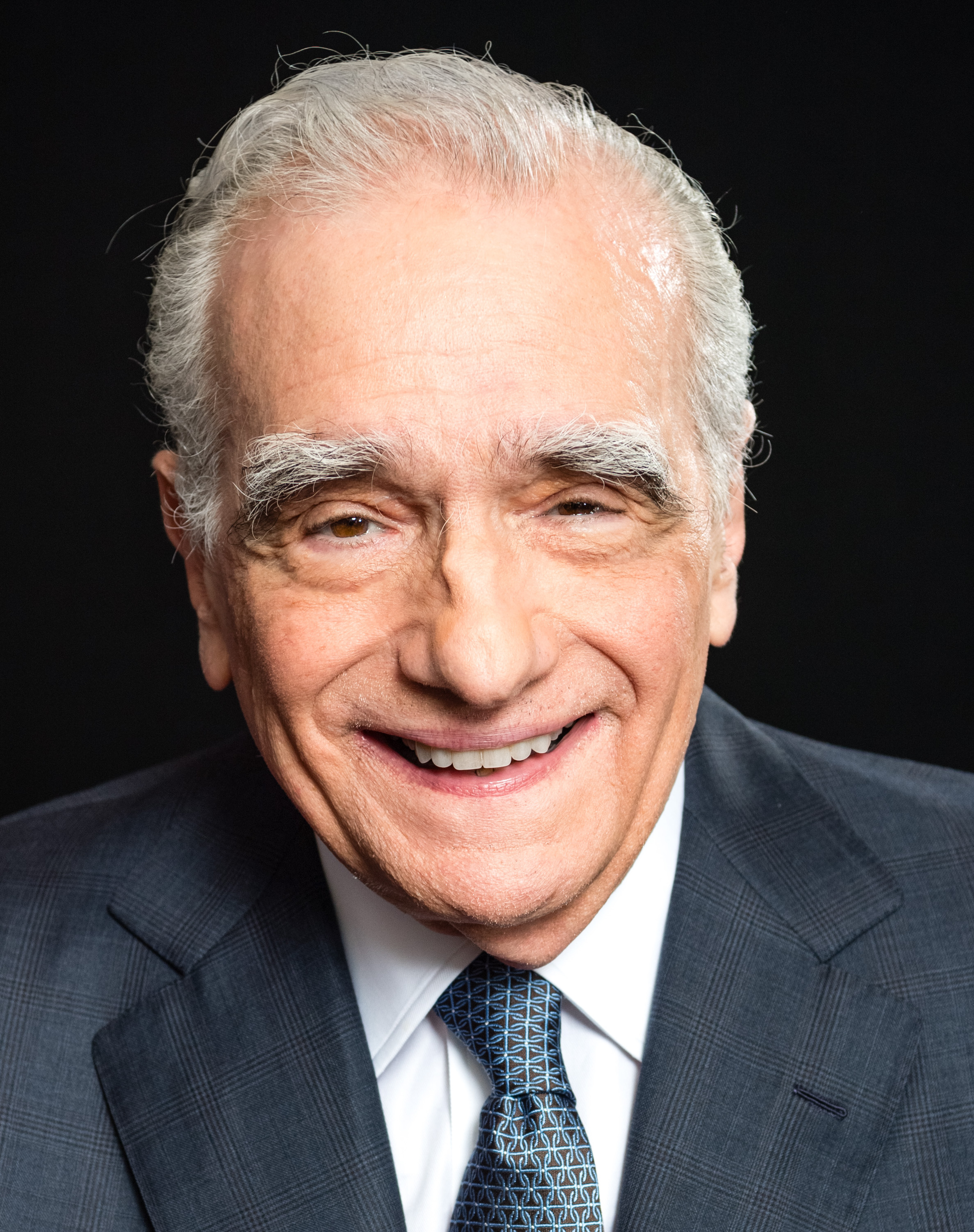
Preisträger 2023: Killers of the Flower Moon von Regisseur Martin Scorsese

## Hintergrund
Bei der Auswahl des Besten Film des Jahres geht sowohl der New Yorker Kritikerpreis als auch der Academy Award in jeden zweiten Fall an einen Film, der aus einem der fünf großen Hollywood-Studios (MGM, Paramount, 20th Century Fox, RKO, Warner Bros.) stammt. Auch wenn man kleinere Hollywood-Unternehmen wie Universal, Columbia oder DreamWorks in den Vergleich einbezieht, erweist sich der New York Film Critics Circle Award keineswegs als ein Filmpreis, der Hollywood-Produktionen vermeidet. So ist es wenig überraschend, dass der Preis, dessen Träger in jedem Jahr noch vor der Oscar-Verleihung bekannt gegeben werden, als wichtige Vorprüfung für den Academy Award (Oscar) angesehen wird.
Am erfolgreichsten in dieser Kategorie waren die US-amerikanischen Filmregisseure William Wyler, Elia Kazan, Martin Scorsese und Fred Zinnemann sowie der Brite David Lean, deren Filme je dreimal ausgezeichnet wurden. 30 Mal gelang es der Filmkritikervereinigung vorab den Oscar-Gewinner zu präsentieren, zuletzt 2011 geschehen, mit der Preisvergabe an die französische Spielfilmproduktion The Artist. Mit Kathryn Bigelows Tödliches Kommando – The Hurt Locker (2009) und Zero Dark Thirty (2012) wurden erstmals die Regiearbeiten einer Filmemacherin ausgezeichnet. Bigelows Siegen folgten 2017 und 2020 die Auszeichnungen an Lady Bird von Greta Gerwig bzw. First Cow von Kelly Reichardt.

## Preisträger
Die Jahreszahlen der Tabelle nennen die bewerteten Filmjahre, die Preisverleihungen fanden jeweils im Folgejahr statt.
| Jahr | Originaltitel                                  | Deutscher Titel                               | Regie                |
| ---- | ---------------------------------------------- | --------------------------------------------- | -------------------- |
| 1935 | The Informer                                   | Der Verräter                                  | John Ford            |
| 1936 | Mr. Deeds Goes to Town                         | Mr. Deeds geht in die Stadt                   | Frank Capra          |
| 1937 | The Life of Emile Zola*                        | Das Leben des Emile Zola                      | William Dieterle     |
| 1938 | The Citadel                                    | Die Zitadelle                                 | King Vidor           |
| 1939 | Wuthering Heights                              | Sturmhöhe                                     | William Wyler        |
| 1940 | The Grapes of Wrath                            | Früchte des Zorns                             | John Ford            |
| 1941 | Citizen Kane                                   | Citizen Kane                                  | Orson Welles         |
| 1942 | In Which We Serve                              | k. A.                                         | Noël Coward          |
| 1942 | In Which We Serve                              | k. A.                                         | David Lean           |
| 1943 | Watch on the Rhine                             | Watch on the Rhine                            | Herman Shumlin       |
| 1944 | Going My Way*                                  | Der Weg zum Glück                             | Leo McCarey          |
| 1945 | The Lost Weekend*                              | Das verlorene Wochenende                      | Billy Wilder         |
| 1946 | The Best Years of Our Lives*                   | Die besten Jahre unseres Lebens               | William Wyler        |
| 1947 | Gentleman's Agreement*                         | Tabu der Gerechten                            | Elia Kazan           |
| 1948 | The Treasure of the Sierra Madre               | Der Schatz der Sierra Madre                   | John Huston          |
| 1949 | All the King’s Men*                            | Der Mann, der herrschen wollte                | Robert Rossen        |
| 1950 | All About Eve*                                 | Alles über Eva                                | Joseph L. Mankiewicz |
| 1951 | A Streetcar Named Desire                       | Endstation Sehnsucht                          | Elia Kazan           |
| 1952 | High Noon                                      | Zwölf Uhr mittags                             | Fred Zinnemann       |
| 1953 | From Here to Eternity*                         | Verdammt in alle Ewigkeit                     | Fred Zinnemann       |
| 1954 | On The Waterfront*                             | Die Faust im Nacken                           | Elia Kazan           |
| 1955 | Marty*                                         | Marty                                         | Delbert Mann         |
| 1956 | Around the World in 80 Days*                   | In 80 Tagen um die Welt                       | Michael Anderson     |
| 1957 | The Bridge on the River Kwai*                  | Die Brücke am Kwai                            | David Lean           |
| 1958 | The Defiant Ones                               | Flucht in Ketten                              | Stanley Kramer       |
| 1959 | Ben-Hur*                                       | Ben Hur                                       | William Wyler        |
| 1960 | Sons and Lovers                                | Söhne und Liebhaber                           | Jack Cardiff         |
| 1961 | West Side Story*                               | West Side Story                               | Robert Wise          |
| 1962 | Preis nicht vergeben                           | Preis nicht vergeben                          | Preis nicht vergeben |
| 1963 | Tom Jones*                                     | Tom Jones – Zwischen Bett und Galgen          | Tony Richardson      |
| 1964 | My Fair Lady*                                  | My Fair Lady                                  | George Cukor         |
| 1965 | Darling                                        | Darling                                       | John Schlesinger     |
| 1966 | A Man for All Seasons*                         | Ein Mann zu jeder Jahreszeit                  | Fred Zinnemann       |
| 1967 | In the Heat of the Night*                      | In der Hitze der Nacht                        | Norman Jewison       |
| 1968 | The Lion in Winter                             | Der Löwe im Winter                            | Anthony Harvey       |
| 1969 | Z                                              | Z                                             | Costa-Gavras         |
| 1970 | Five Easy Pieces                               | Five Easy Pieces – Ein Mann sucht sich selbst | Bob Rafelson         |
| 1971 | A Clockwork Orange                             | Uhrwerk Orange                                | Stanley Kubrick      |
| 1972 | Viskningar och rop                             | Schreie und Flüstern                          | Ingmar Bergman       |
| 1973 | La nuit Américaine                             | Die amerikanische Nacht                       | François Truffaut    |
| 1974 | Amarcord                                       | Amarcord                                      | Federico Fellini     |
| 1975 | Nashville                                      | Nashville                                     | Robert Altman        |
| 1976 | All the President’s Men                        | Die Unbestechlichen                           | Alan J. Pakula       |
| 1977 | Annie Hall*                                    | Der Stadtneurotiker                           | Woody Allen          |
| 1978 | The Deer Hunter*                               | Die durch die Hölle gehen                     | Michael Cimino       |
| 1979 | Kramer vs. Kramer*                             | Kramer gegen Kramer                           | Robert Benton        |
| 1980 | Ordinary People*                               | Eine ganz normale Familie                     | Robert Redford       |
| 1981 | Reds                                           | Reds                                          | Warren Beatty        |
| 1982 | Gandhi*                                        | Gandhi                                        | Richard Attenborough |
| 1983 | Terms of Endearment*                           | Zeit der Zärtlichkeit                         | James L. Brooks      |
| 1984 | A Passage to India                             | Reise nach Indien                             | David Lean           |
| 1985 | Prizzi’s Honor                                 | Die Ehre der Prizzis                          | John Huston          |
| 1986 | Hannah and Her Sisters                         | Hannah und ihre Schwestern                    | Woody Allen          |
| 1987 | Broadcast News                                 | Nachrichtenfieber – Broadcast News            | James L. Brooks      |
| 1988 | The Accidental Tourist                         | Die Reisen des Mr. Leary                      | Lawrence Kasdan      |
| 1989 | My Left Foot                                   | Mein linker Fuß                               | Jim Sheridan         |
| 1990 | Goodfellas                                     | GoodFellas – Drei Jahrzehnte in der Mafia     | Martin Scorsese      |
| 1991 | The Silence of the Lambs*                      | Das Schweigen der Lämmer                      | Jonathan Demme       |
| 1992 | The Player                                     | The Player                                    | Robert Altman        |
| 1993 | Schindler’s List*                              | Schindlers Liste                              | Steven Spielberg     |
| 1994 | Quiz Show                                      | Quiz Show                                     | Robert Redford       |
| 1995 | Leaving Las Vegas                              | Leaving Las Vegas                             | Mike Figgis          |
| 1996 | Fargo                                          | Fargo                                         | Joel Coen            |
| 1997 | L.A. Confidential                              | L.A. Confidential                             | Curtis Hanson        |
| 1998 | Saving Private Ryan                            | Der Soldat James Ryan                         | Steven Spielberg     |
| 1999 | Topsy-Turvy                                    | Topsy-Turvy – Auf den Kopf gestellt           | Mike Leigh           |
| 2000 | Traffic                                        | Traffic – Macht des Kartells                  | Steven Soderbergh    |
| 2001 | Mulholland Drive                               | Mulholland Drive – Straße der Finsternis      | David Lynch          |
| 2002 | Far from Heaven                                | Dem Himmel so fern                            | Todd Haynes          |
| 2003 | The Lord of the Rings: The Return of the King* | Der Herr der Ringe: Die Rückkehr des Königs   | Peter Jackson        |
| 2004 | Sideways                                       | Sideways                                      | Alexander Payne      |
| 2005 | Brokeback Mountain                             | Brokeback Mountain                            | Ang Lee              |
| 2006 | United 93                                      | Flug 93                                       | Paul Greengrass      |
| 2007 | No Country for Old Men*                        | No Country for Old Men                        | Ethan und Joel Coen  |
| 2008 | Milk                                           | Milk                                          | Gus Van Sant         |
| 2009 | The Hurt Locker*                               | Tödliches Kommando – The Hurt Locker          | Kathryn Bigelow      |
| 2010 | The Social Network                             | The Social Network                            | David Fincher        |
| 2011 | The Artist*                                    | The Artist                                    | Michel Hazanavicius  |
| 2012 | Zero Dark Thirty                               | Zero Dark Thirty                              | Kathryn Bigelow      |
| 2013 | American Hustle                                | American Hustle                               | David O. Russell     |
| 2014 | Boyhood                                        | Boyhood                                       | Richard Linklater    |
| 2015 | Carol                                          | Carol                                         | Todd Haynes          |
| 2016 | La La Land                                     | La La Land                                    | Damien Chazelle      |
| 2017 | Lady Bird                                      | Lady Bird                                     | Greta Gerwig         |
| 2018 | Roma                                           | Roma                                          | Alfonso Cuarón       |
| 2019 | The Irishman                                   | The Irishman                                  | Martin Scorsese      |
| 2020 | First Cow                                      | First Cow                                     | Kelly Reichardt      |
| 2021 | ドライブ・マイ・カー (Doraibu mai kā)          | Drive My Car                                  | Ryūsuke Hamaguchi    |
| 2022 | Tár                                            | Tár                                           | Todd Field           |
| 2023 | Killers of the Flower Moon                     | Killers of the Flower Moon                    | Martin Scorsese      |

* = Filmproduktionen, die später den Oscar als Bester Film des Jahres gewannen